# Pellasimnia angasi
Pellasimnia angasi là một loài ốc biển, là động vật thân mềm chân bụng sống ở biển thuộc họ Ovulidae.

## Hình ảnh

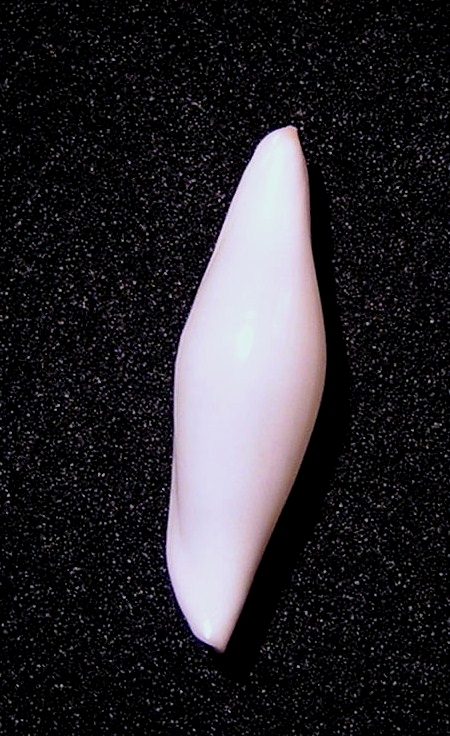